# Dafydd ap Gruffydd
Dafydd ap Gruffydd, född 11 juli 1238, död 3 oktober 1283, var en walesisk regent. Han var regerande furste av Wales mellan 1282 och 1283. Han blev den sista självständiga fursten av Wales före Edvard I:s erövring av Wales.